# سون نتورک
سون نتورک (انگلیسی: Seven Network) شرکت رسانه‌ای استرالیایی است، که در سال ۱۹۵۶ تأسیس شد.